# Daniel Estrada Agirrezabalaga
Daniel Estrada Agirrezabalaga (* 3. ledna 1987, Zarautz, Španělsko) je španělský fotbalový obránce baskického původu, momentálně hraje v klubu Real Sociedad. Hraje na postu pravého beka.

## Klubová kariéra
Odchovanec baskického klubu Real Sociedad, kde mimo mládežnických týmů hrál i za rezervu. V A-týmu debutoval v sezoně 2006/07 La Ligy ve svých 19 letech. Šlo o utkání 10. února 2007 proti Realu Madrid, kde nastoupil na závěrečných 5 minut (porážka 1:2).